# Говиллер
Гови́ль (фр. Goviller) — коммуна во французском департаменте Мёрт и Мозель, региона Лотарингия. Относится к  кантону Везелиз.

## География
Говиль расположен в 26 км к юго-западу от Нанси в исторической области Сентуа. Соседние коммуны: Везелиз, Оньевиль и Витре на юго-востоке, Долькур и Селенкур на западе.

## Демография
Население коммуны на 2010 год составляло 393 человека.
| 1962 | 1968 | 1975 | 1982 | 1990 | 1999 | 2010 |
| ---- | ---- | ---- | ---- | ---- | ---- | ---- |
| 346  | 333  | 300  | 308  | 336  | 354  | 393  |